# 烟火

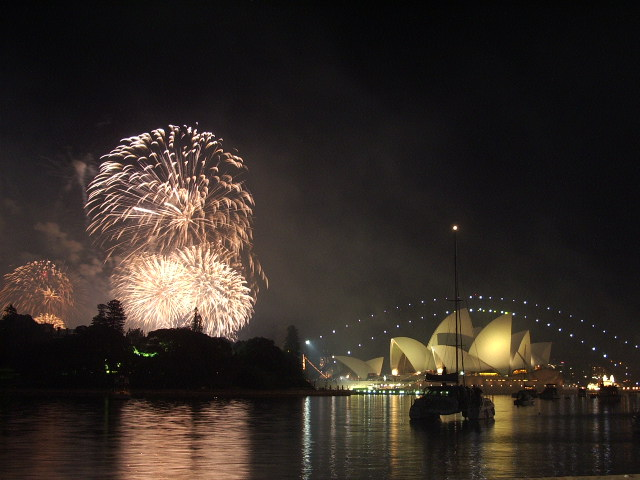
澳大利亞悉尼的新年煙火秀

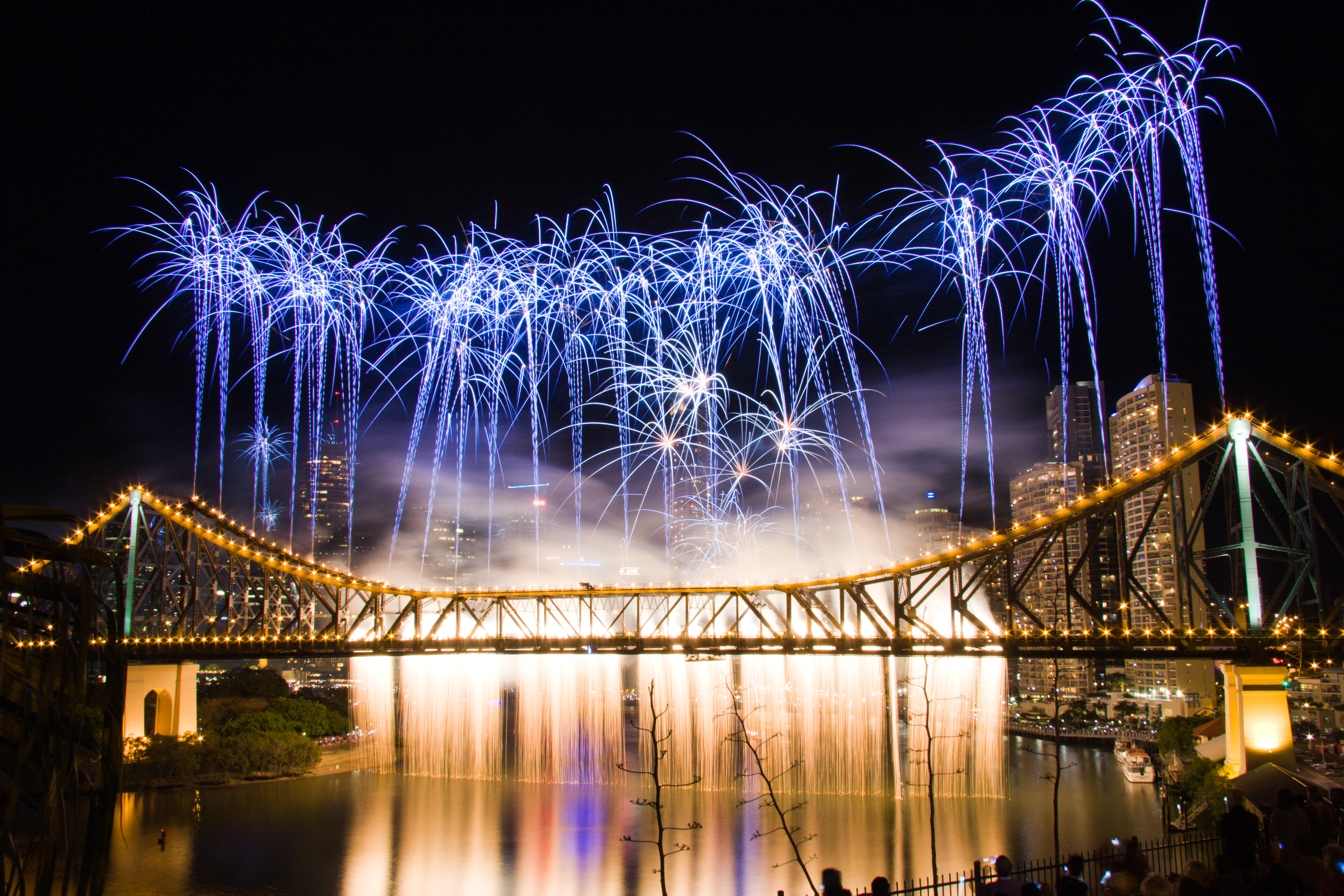
澳大利亚布里斯班烟花节中故事桥上的表演

煙火，又稱花火、焰火，是一種以火藥和金屬的粉末製成的物體，以火點燃後會燃燒、爆炸並綻放出聲音和五顏六色的光線，通常在戶外使用，且多用於慶祝活動。

## 歷史
煙火約10世紀已有記載在中国发明，主要用于盛大的典礼或表演中，現代用於慶典上，《后武林旧事》记有宋孝宗观海潮放烟火的情景说：“淳熙十年（公元1183年）八月十八日，上诣德寿宫，共请两殿往浙江观潮……管军命于江面分布五阵，乘骑弄旗，标枪舞刀，如履平地。点放五色烟炮满江、及烟收、炮息，则诸船尽藏，不见一只。”宋理宗（1225年至1264年）时，周密在《齐东野语》〈御宴煙火〉中也记载了当时皇宫观看煙火的故事：「穆陵初年，嘗於上元日清燕殿排當，恭請恭聖太后。既而燒煙火於庭」。
到元、明年间，许多诗人、文学家都有有关鞭爆烟火这方面的记述。如明張岱《陶庵夢憶》〈魯藩煙火〉：「魯藩煙火妙天下……及放煙火，燈中景物又收為煙火中景物。天下之看燈者，看燈燈外；看煙火者，看煙火煙火外。未有身入燈中、光中、影中、煙中、火中，閃爍變幻，不知其為王宮內之煙火，亦不知其為煙火內之王宮也。」

## 原理
煙火的化學原理和爆竹大同小異，其結構都包含黑火藥和药引（導火線）。燃放煙火後，產生化學反應引發爆炸，而爆炸過程中所釋放出來的能量，絕大部分轉化成光能呈現在我們眼中。製作煙火的過程中加入一些發光劑和發色劑能夠使煙火放出五彩繽紛的顏色。
發光劑原理為金屬鎂或金屬鋁的粉末氧化。當這些金屬燃燒時，會發出的強光及熱能。發色劑是一些金屬化合物。金屬化合物含有金屬離子。當這些金屬離子被燃燒時，會發放出獨特的火焰顏色。不同種類的金屬化合物在燃燒時，會發放出不同顏色的光芒。如：氯化鈉和硫酸鈉都屬於鈉的化合物，他們在燃燒時便會發出金黃色火焰。同理，硝酸鈣和碳酸鈣在燃燒時會發出磚紅色火焰。煙火便是利用金屬的這種特性製成的。製作煙火的人經過巧妙的排列，決定燃燒的先後次序。這樣，煙火引燃後，便能在漆黑的天空中綻放出鮮豔奪目、五彩繽紛的圖案。
|  |  |
|  |  |
|  |  |

## 金屬焰色反應

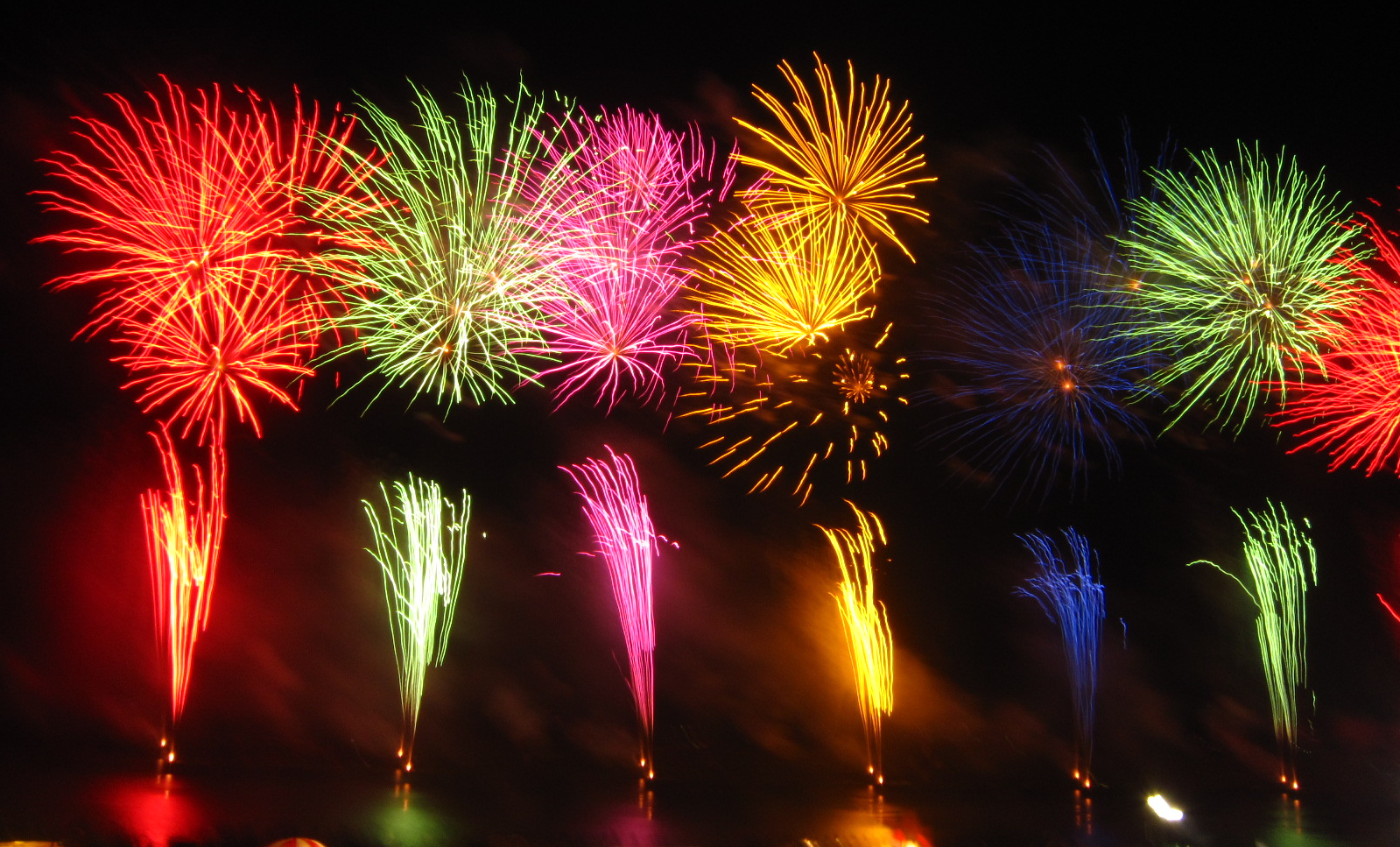
第352回筑後川花火大会（日本福岡県久留米市）

以下列出一些常見的煙火顏色及其對應的金屬離子。
| 金屬離子   | 火焰顏色 |
| 鉀（K+）   | 紫色     |
| 鈉（Na+）  | 金黃色   |
| 鈣（Ca2+） | 磚紅色   |
| 鎂（Mg2+） | 白色     |
| 鋁（Al3+） | 白色     |
| 銅（Cu2+） | 藍綠色   |
| 鋇（Ba2+） | 蘋果綠色 |
| 鐵（Fe3+） | 金黃色   |
| 鍶（Sr2+） | 血紅色   |
| 鉛 (Pb4+)  | 藍色     |
| 鋰 (Li+)   | 洋紅色   |

## 

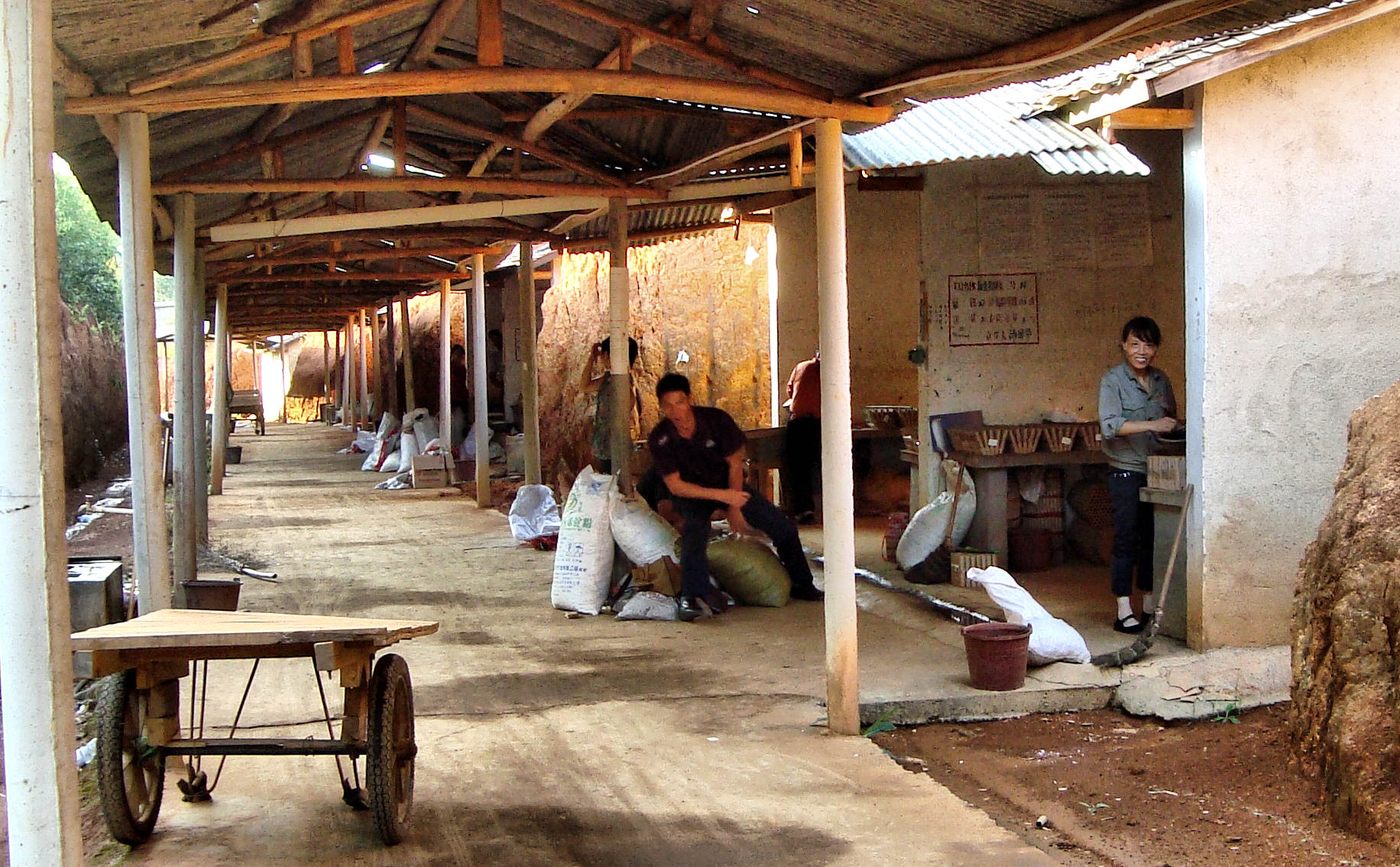
湖南瀏陽市煙火工業區

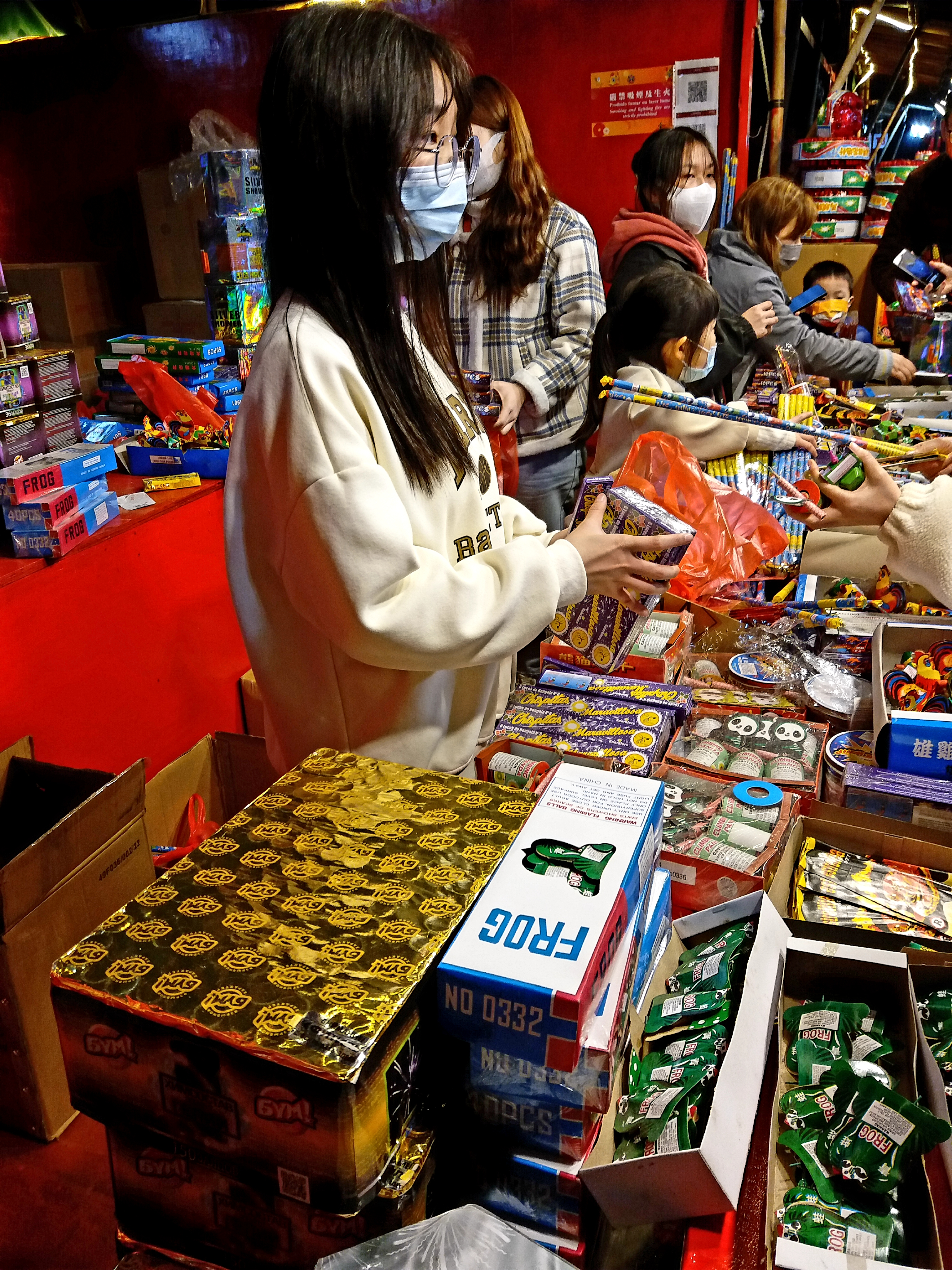
澳門在農曆新年期間的售賣煙花攤位

一般而言，煙花匯演與煙火匯演是沒有任何分別（如：中國大陸說法為煙花、台灣說法為煙火）。但是煙花匯演與煙火匯演在香港是有不同意思。煙火（Pyrotechnics）威力遠低於煙花，一般會在燃放後於空中消散，部分甚至可安全在戶內環境，如演唱會發放，受《娛樂特別效果條例》規管。煙花（Fireworks）則火力較大，射到高空後再爆炸，藉此拼湊出各式各樣圖案，受《危險品（一般）規例》規管。煙花匯演泛指大型匯演，如維多利亞港煙花匯演 （页面存档备份，存于），相反煙火匯演是指小型匯演，如荃灣煙火匯演 （页面存档备份，存于）和幻彩詠香江。
- 中國大陸

上海國際音樂煙花節（每年10月1日晚上）
杭州西湖國際煙花大會
- 香港

除夕倒數詠香江
香港除夕倒數
香港賀歲煙花匯演（每年農曆年初二晚上）
香港特別行政區成立周年紀念煙花匯演（每五年7月1日晚上）
香港慶祝中華人民共和國國慶煙花匯演（每年10月1日晚上）
- 澳門

澳門國際煙花比賽匯演
澳門賀歲煙花匯演
- 台灣

台北101跨年煙火秀
中華民國國慶煙火秀
澎湖國際海上花火節
- 日本

## 危險物品
煙火的主要成份是火藥，是爆炸品，時有玩樂者出意外，樂極生悲事件不少，例如深圳舞王俱樂部火災、2009年曼谷夜總會大火、2009年中國中央電視台新大樓大火、2011年新興堂香鋪爆炸案。

### 台湾
台灣婚喪喜慶及廟會，因為大量暴增的煙火需求，常有店家將炮竹、煙火囤積轉售給廟宇及一般民眾的情形，但煙火囤積容易引起爆炸，如：新興堂香鋪爆炸案。此外，逢節慶、廟會、選舉時，更有在都會區街道上施放煙火的情況，煙火施放產生的噪音、交通阻塞、安全等問題，也引起相當程度的民怨。縱使台灣有煙火相關法令規範，然而在法律對宗教信仰的保護之下(或是政府行政對地方勢力仍有所忌憚)，法律仍然形同虛設，煙火引發的相關問題在台灣層出不窮。